# دیدگاه‌های فمینیستی عقده ادیپ
فمینیست‌ها مدت‌هاست با مدل کلاسیک رشد جنسیت و هویت زیگموند فروید که بر عقده ادیپ متمرکز است، دست و پنجه نرم کرده‌اند. مدل فروید، که جزء جدایی‌ناپذیر روان‌کاوی شد، نشان می‌دهد، از آن‌جایی که زنان فاقد اندام تناسلی قابل مشاهده مانند مرد هستند، احساس می‌کنند اصلی‌ترین ویژگی لازم برای به‌دست آوردن ارزش خودشیفتگی را از دست داده‌اند، بنابراین احساس نابرابری جنسیتی و حسادت آلت تناسلی در خود ایجاد می‌کنند. فروید در نظریه متأخر خود در مورد زنان، دلبستگی لیبیدویی اولیه و پایدار دختر به مادر را در مراحل پیش ادیپی تشخیص داد. روان‌کاوان فمینیست با این ایده‌ها (به‌ویژه رابطه زن با فالوس واقعی، خیالی و نمادین) روبه‌رو شده و به نتایج متفاوتی رسیده‌اند. برخی عموماً با طرح کلی فروید موافق هستند و آن را از طریق مشاهدات مرحله پیش از ادیپی اصلاح می‌کنند. برخی دیگر نظریه‌های فروید را به‌طور کامل‌تری بازفرموله می‌کنند.

## هلن دویچ
هلن دویچ (۱۸۸۴–۱۹۸۲) یکی از اولین دانش‌آموزان زن فروید و اولین تحلیل‌گری بود که یک مطالعه زمانی و یکپارچه از رشد روان‌شناختی زن انجام داد. به طور خلاصه، دویچ ادعا می‌کند که زنان دارای تمایلات جنسی منفعل-مازوخیستی هستند، آن‌ها برای تولیدمثل متولد شده‌اند و باید رشد آن‌ها را متفاوت از رشد مردان دانست.

## ملانی کلاین
ملانی کلاین، مبتکر مکتب روان‌کاوی کلاینی، با ساختار اساسی وضعیت ادیپی موافق بود، اما استدلال کرد که این وضعیت در ۶ ماهگی آغاز می‌شود، درحالی‌که متعاقباً در طول زمانی که فروید قبلاً بیان کرده بود، ادامه می‌یابد. او شناسایی روابط مثلثی را به‌عنوان منشأ در این دوران با شروع آگاهی روزافزون نوزاد از روابط مادر با دیگران شناسایی کرد.

## نانسی چودروف
نانسی چودروف عنوان کرد که فروید معتقد بود که مردان برتری فیزیکی دارند و شخصیت زن ناگزیر به‌دلیل نداشتن آلت تناسلی تعیین می‌شود. چودروف مانند فروید تأکید می‌کند که بحران ادیپ زنانه بر خلاف بحران مردانه به‌طور کامل حل نمی‌شود: یک دختر نمی‌تواند مادرش را به نفع مردان طرد کند، اما رابطه دلبستگی خود را با او ادامه می‌دهد. قدرت و کیفیت رابطه او با پدرش کاملاً به قدرت و کیفیت رابطه او با مادرش بستگی دارد. چودروف ادعا می‌کند که بیشتر زنان از نظر جنسی دگرجنس‌گرا هستند، اما روابط عمیق دیگری با فرزندان خود و با زنان دیگر دارند که در نتیجه رابطه اولیه با مادر است. بنابراین، یک دختر نه وابستگی پیشاادیپی و نه دلبستگی ادیپی خود را به مادرش و نه دلبستگی ادیپی خود را به پدرش سرکوب می‌کند. این بدان معناست که او با مشغله‌های مداوم بیشتری به روابط درونی و روابط خارجی بزرگ می‌شود. از آن‌جایی که دختر مجبور نیست وابستگی پیش از ادیپی و ادیپی خود را به پدر و مادر سرکوب کند، نسبت به پسرها به حساسیت نسبتاً بیشتری می‌رسد. چودروف از طریق مطالعات نشان می‌دهد که مردان عاشقانه عشق می‌ورزند (و عاشق می‌شوند)، و زنان عاشقانه و منطقی عاشق می‌شوند و عشق می‌ورزند.

## لوس ایریگاره
در مدل فروید جایی برای زنانگی نیست مگر این‌که به مردانگی مرتبط باشد. لوس ایریگاره، شاگرد ژاک لاکان، با افکاری در مورد اهمیت آلت تناسلی و قضیب برای زنان مخالف است. او این فرضیه را مطرح می‌کند که دلیل ممتاز بودن آلت تناسلی در مدل فروید این است که قابل مشاهده است. به همین دلیل است که جنسیت مردانه در لاکانیسم اولیه بر داشتن (آلت تناسلی) و جنسیت زنانه بر فقدان استوار است. در پارادایم فروید، میل زنانه میل به جایگزینی آلت تناسلی برای نوزاد است، بنابراین لذت زنانه از تولید مثل ناشی می‌شود. ایریگاره مخالف این است که: «چگونه می‌توانیم بپذیریم که تمام تمایلات جنسی زنانه توسط کمبود و حسادت آلت تناسلی کنترل می‌شود؟» تمایلات جنسی زنانه صرفاً به تولید مثل مربوط نمی‌شود، اما در تولید مثلارزش کمتری دارد و بنابراین نباید از قدرت اجتماعی کمتری برخوردار باشد. علاوه بر این، او می‌گوید که فروید در حال فراموش کردن رابطه مادر و دختر است. برای ورود به عقده ادیپ، یک دختر باید از مادرش متنفر باشد. ایریگاره می‌گوید این دیدگاه باعث می‌شود که دختر نتواند به رابطه با مادرش معنا بدهد.